# AFL - Division III 2018
La AFL Division III 2018 è stata la 8ª edizione del campionato di football americano di quarto livello, organizzato dalla AFBÖ.

## Squadre partecipanti
| Club                  | Città             | Stadio | Sponsor ufficiale | Risultato nella stagione 2017 |
| --------------------- | ----------------- | ------ | ----------------- | ----------------------------- |
| Asperhofen Blue Hawks | Asperhofen        |        |                   |                               |
| Carinthian Eagles     | Villaco           |        |                   |                               |
| Gmunden Rams          | Gmunden           |        |                   |                               |
| Mostviertel Bastards  | Ybbs an der Donau |        |                   |                               |
| Pinzgau Celtics       | Piesendorf        |        |                   |                               |
| Styrian Hurricanes    | Stallhofen        |        | Peicher - US cars |                               |
| Weinviertel Spartans  | Mistelbach        |        |                   |                               |
| Znojmo Knights        | Znojmo            |        |                   |                               |

## Stagione regolare

### Calendario

#### 1ª giornata
| 14 aprile 2018, ore 14:00 | Mostviertel Bastards | 0 – 55 (0-7 0-28 0-7 0-13) referto | Znojmo Knights |  |

| 14 aprile 2018, ore 16:00 | Gmunden Rams | 42 – 7 (15-0 7-7 13-0 7-0) referto | Carinthian Eagles |  |

| 15 aprile 2018, ore 15:00 | Styrian Hurricanes | 42 – 7 (0-0 21-7 7-0 14-0) referto | Pinzgau Celtics |  |

| 15 aprile 2018, ore 15:00 | Asperhofen Blue Hawks | 14 – 0 (0-0 7-0 7-0 0-0) referto | Weinviertel Spartans |  |

#### 2ª giornata
| 28 aprile 2018 | Znojmo Knights | 35 – 0 (a tavolino) referto | Mostviertel Bastards |  |

| 28 aprile 2018, ore 15:00 | Pinzgau Celtics | 23 – 12 (6-0 7-6 10-0 0-6) referto | Gmunden Rams | (200 spett.) |

| 29 aprile 2018, ore 14:15 | Carinthian Eagles | 0 – 49 (0-14 0-21 0-14 0-0) referto | Styrian Hurricanes |  |

| 29 aprile 2018, ore 15:00 | Weinviertel Spartans | 40 – 20 (20-0 14-13 0-0 6-7) referto | Asperhofen Blue Hawks |  |

#### 3ª giornata
| 19 maggio 2018, ore 15:00 | Styrian Hurricanes | 43 – 3 (7-0 7-3 14-0 15-0) referto | Gmunden Rams |  |

| 20 maggio 2018 | Znojmo Knights | 48 – 9 (0-0 28-0 13-9 7-0) referto | Weinviertel Spartans |  |

| 20 maggio 2018, ore 14:00 | Mostviertel Bastards | 13 – 34 (6-7 0-10 0-7 7-10) referto | Asperhofen Blue Hawks |  |

| 21 maggio 2018, ore 14:15 | Carinthian Eagles | 7 – 37 (0-14 0-21 0-0 7-2) referto | Pinzgau Celtics |  |

#### 4ª giornata
| 26 maggio 2018, ore 15:00 | Pinzgau Celtics | 32 – 0 (10-0 15-0 7-0 0-0) referto | Carinthian Eagles |  |

| 26 maggio 2018, ore 18:00 | Gmunden Rams | 8 – 30 (0-2 0-7 8-7 0-14) referto | Styrian Hurricanes |  |

| 26 maggio 2018, ore 18:00 | Weinviertel Spartans | 39 – 6 (8-0 16-6 7-0 8-0) referto | Mostviertel Bastards |  |

| 26 maggio 2018, ore 18:00 | Asperhofen Blue Hawks | 6 – 23 (3-7 0-6 3-0 0-10) referto | Znojmo Knights |  |

#### 5ª giornata
| 9 giugno 2018, ore 15:00 | Pinzgau Celtics | 0 – 17 (0-3 0-0 0-7 0-7) referto | Styrian Hurricanes |  |

| 10 giugno 2018, ore 14:15 | Carinthian Eagles | 0 – 49 (0-14 0-21 0-7 0-7) referto | Gmunden Rams |  |

| 10 giugno 2018, ore 15:00 | Weinviertel Spartans | 0 – 42 (0-7 0-21 0-7 0-7) referto | Znojmo Knights |  |

| 10 giugno 2018, ore 15:00 | Asperhofen Blue Hawks | 36 – 12 (7-6 7-6 7-0 15-0) referto | Mostviertel Bastards |  |

#### 6ª giornata
| 23 giugno 2018, ore 14:00 | Mostviertel Bastards | 14 – 27 (0-13 6-7 8-7 0-0) referto | Weinviertel Spartans |  |

| 23 giugno 2018, ore 15:00 | Styrian Hurricanes | 47 – 0 (13-0 13-0 14-0 7-0) referto | Carinthian Eagles |  |

| 23 giugno 2018, ore 17:00 | Gmunden Rams | 40 – 12 (7-6 23-0 3-0 7-6) referto | Pinzgau Celtics |  |

| 24 giugno 2018 | Znojmo Knights | 31 – 6 (3-6 14-0 14-0 0-0) referto | Asperhofen Blue Hawks |  |

### Classifica
La classifica della regular season è la seguente:
- PCT = percentuale di vittorie, G = partite giocate, V = partite vinte,  P = partite perse, PF = punti fatti, PS = punti subiti

#### Conference A
| Pos. | Squadra            | PCT   | G | V | N | P | PF  | PS  |
| ---- | ------------------ | ----- | - | - | - | - | --- | --- |
| 1    | Styrian Hurricanes | 1.000 | 6 | 6 | 0 | 0 | 228 | 18  |
| 2    | Gmunden Rams       | .500  | 6 | 3 | 0 | 3 | 154 | 115 |
| 3    | Pinzgau Celtics    | .500  | 6 | 3 | 0 | 3 | 111 | 118 |
| 4    | Carinthian Eagles  | .000  | 6 | 0 | 0 | 6 | 14  | 256 |

#### Conference B
| Pos. | Squadra               | PCT   | G | V | N | P | PF  | PS  |
| ---- | --------------------- | ----- | - | - | - | - | --- | --- |
| 1    | Znojmo Knights        | 1.000 | 6 | 6 | 0 | 0 | 234 | 21  |
| 2    | Weinviertel Spartans  | .500  | 6 | 3 | 0 | 3 | 115 | 144 |
| 3    | Asperhofen Blue Hawks | .500  | 6 | 3 | 0 | 3 | 116 | 119 |
| 4    | Mostviertel Bastards  | .000  | 6 | 0 | 0 | 6 | 45  | 226 |

## Playoff

### Tabellone
|  | Semifinali | Semifinali           | Semifinali |                |    | XV Challenge Bowl  | XV Challenge Bowl | XV Challenge Bowl |  |
|  |            |                      |            |                |    |                    |                   |                   |  |
|  | 1A         | Styrian Hurricanes   | 34         |                |    |                    |                   |                   |  |
|  | 1A         | Styrian Hurricanes   | 34         |                |    |                    |                   |                   |  |
|  | 2B         | Weinviertel Spartans | 0          |                |    |                    |                   |                   |  |
|  | 2B         | Weinviertel Spartans | 0          |                | 1A | Styrian Hurricanes | 7                 |                   |  |
|  |            |                      |            |                | 1A | Styrian Hurricanes | 7                 |                   |  |
|  |            |                      | 1B         | Znojmo Knights | 20 |                    |                   |                   |  |
|  | 2A         | Gmunden Rams         | 1B         | Znojmo Knights | 20 | 7                  |                   |                   |  |
|  | 2A         | Gmunden Rams         |            |                |    |                    |                   |                   |  |
|  | 1B         | Znojmo Knights       | 41         |                |    |                    |                   |                   |  |

### Semifinali
| 14 luglio 2018, ore 13:00 | Styrian Hurricanes | 34 – 0 (7-0 0-0 13-0 14-0) referto | Weinviertel Spartans |  |

| 15 luglio 2018, ore 17:00 | Znojmo Knights | 41 – 7 (7-0 14-0 13-7 7-0) referto | Gmunden Rams |  |

### XV Challenge Bowl
| 28 luglio 2018, ore 15:00 | Znojmo Knights | 20 – 7 (0-7 7-0 0-0 13-0) referto | Styrian Hurricanes |  |

## Verdetti
- /  Znojmo Knights Vincitori dell'AFL Division III 2018